# Filicidae
Las filicidaes son, según el sistema de clasificación de Engler, filicopsidas cuyos megafilos siempre poseen prefoliación circinada, con leptosporangios siempre con anillo, con esporófitos siempre isosporados (con esporas todas iguales, que darán gametófitos hermafroditas), con gametófito en general exospórico (que se desarrolla fuera de la pared de la espora), que consiste en un talo (cuerpo sin organizarse en tejidos y sistemas de órganos) con anteridios y arquegonios. 
Los esporangios dentro de una lámina pueden madurar todos al mismo tiempo (maduración simultánea) o en forma gradual (maduración gradata), o mixta (si se observan los dos tipos de maduración), carácter útil para la determinación de las familias. 
Al observarlas al microscopio se observa que las esporas pueden poseer dos morfos: "monolete" o "trilete", y que pueden tener o no perisporio, que puede ser alado (blechnales) o no. 
El "leptosporangio típico" que observamos en muchos órdenes (Pteridales, Davalliales, Aspidiales, Blechnales, Polypodiales) es con anillo vertical incompleto, con un estomio a la altura del pie. En los demás órdenes el anillo difiere en su ubicación en el leptosporangio y en si está completo o incompleto. También hay diferencias entre familias en el tamaño del pie del leptosporangio. Todos estos caracteres son utilizados para determinar órdenes y familias.

## Sistemática de Filicidae
Sensu Engler las Filicidae se subdividen en los siguientes órdenes:
01 - Schizaeales. Leptosporangios con anillo completo apical transversal. Esporas trilete. Trofoesporofilos sectoriales, con soros o bien con tantos esporangios que ocupan toda la pina fértil. Esporangios en el margen de la lámina, sin indusio (pero en Lygodium protegidos por el margen de la lámina). Una familia: Schizaeaceae. Géneros como Anemia, Lygodium.
02 - Hymenophyllales. Leptosporangios con anillo completo oblicuo transversal. Esporas trilete. Trofoesporofilos temporales, con soros marginales de maduración gradata. Indusio bivalvo o bien infundibuliforme. Una familia: Hymenophyllaceae, géneros como: Hymenophyllum, Trichomanes.
03 - Dicksoniales. Leptosporangios con anillo completo vertical y pie largo. Esporas trilete. Trofoesporofilos temporales. Trofoesporofilos temporales con esporangios en soros marginales. Soros de maduración simultánea. Indusio bivalvo (Dicksoniaceae) o cupuliforme (Thyrsopteridaceae). Tres familias: Dicksoniaceae, Thyrsopteridaceae, Dennstaedtiaceae (que tiene al género Pteridium).
04 - Cyatheales. Leptosporangios con anillo completo vertical. Esporas trilete sin (cyatheaceae) o con (lophosoriaceae) cíngulo. Trofoesporofilos temporales con esporangios en soros superficiales. Soros de maduración simultánea. Indusio de inserción ínfera. Dos familias: Cyatheaceae, Lophosoriaceae.
05 - Gleicheniales. Leptosporangios con anillo oblicuo completo. Esporas monolete sin perisporio. Trofoesporofilos temporales con esporangios agrupados en soros superficiales de maduración simultánea. Hay indusio, pero los soros también están protegidos por el margen de la lámina. Una familia: Gleicheniaceae.
06 - Pteridales. Leptosporangios con anillo incompleto vertical con estomio. Esporas trilete. Maduración mixta. Trofoesporofilos temporales con esporangios marginales agrupados en cenosoros o en soros con falso indusio. Si los esporangios son superficiales, entonces sobre las venillas y confluentes. Tres familias: Adiantaceae (con géneros como Anagramma, Adiantum, Pteris), Parkeriaceae (acuática lo que es una rareza, 1 solo género Ceratopteris), Vittariaceae.
07 - Davalliales. Leptosporangios con anillo incompleto vertical con estomio. Esporas monolete con perisporio. Maduración mixta. Trofoesporofilos temporales con esporangios superficiales agrupados en soros superficiales reniformes con indusio de inserción lateral que mira hacia el margen de la lámina. Una familia: Davalliaceae, con géneros como por ejemplo Nephrolepis (helecho serrucho).
08 - Aspidiales. Leptosporangios con anillo incompleto vertical con estomio. Esporas monolete con perisporio. Maduración mixta. Trofoesporofilos temporales con esporangios agrupados en soros superficiales. Con indusio de inserción lateral que mira a la vena media de la pina o de inserción ínfera (raro otros tipos de soro o sin soro). El indusio puede ser fugaz. Cinco familias: Aspidiaceae (con géneros como Dryopteris, Rumohra), Aspleniaceae, Athyriaceae, Lomariopsidaceae, Thelypteridaceae.
09 - Blechnales. Leptosporangios con anillo incompleto vertical con estomio. Esporas monolete con perisporio alado. Maduración mixta. Esporófito con dimorfismo foliar: trofofilos y trofoesporofilos o directamente esporofilos. Esporangios en soros o cenosoros superficiales alargados, con indusio. Una familia: Blechnaceae.
10 - Polypodiales. Leptosporangios con anillo incompleto vertical con estomio. Esporas monolete con perisporio. Maduración mixta. Trofoesporofilos temporales con soros superficiales circulares. Soros ubicados en las areolas de la lámina sobre la venilla inclusa (Polypodiaceae) o al final de la venilla secundaria (Grammitidaceae). Dos familias: Polypodiaceae, Grammitidaceae.

## Árbol
- Orden Schizaeales
  - Familia Schizaeaceae
- Orden Dicksoniales
  - Familia Dicksoniaceae
  - Familia Thyrsopteridaceae
- Orden Cyatheales
  - Familia Cyatheaceae
  - Familia Lophosoriaceae
- Orden Hymenophyllales
  - Familia Hymenophyllaceae
- Orden Pteridales
  - Familia Adiantaceae
  - Familia Parkeriaceae
  - Familia Vittariaceae
- Davalliales
  - Familia Davalliaceae
  - Familia Dennstaedtiaceae
- Orden Gleicheniales
  - Familia Gleicheniaceae
- Orden Polypodiales
  - Familia Polypodiaceae
  - Familia Grammitidaceae
- Orden Aspidiales
  - Familia Aspidiaceae
  - Familia Aspleniaceae
  - Familia Athyriaceae
  - Familia Thelypteridaceae
  - Familia Lomariopsidaceae
- Orden Blechnales
  - Familia Blechnaceae

- Datos: Q8961673